# أصول الحقوق الدستورية
أصول الحقوق الدستورية (بالفرنسية: Éléments de droit constitutionnel ) كتاب لرجل القانون الفرنسي آديمار إيسمن Ademar Esman (جان هيبوليت إيمانويل إيسمن 1848 - 1913) صدر أصل هذا الكتاب باللغة الفرنسية عام 1896، وصدرت الترجمة العربية عام 1930.

## عن المؤلف
آديمار إيسمن: أحد أبرز رجال القانون الفرنسي في النصف الثاني من القرن التاسع عشر وأوائل القرن العشرين. هو «جان هيبوليت إيمانويل إيسمن»، وُلد في عام 1848 بإحدى البلديات في جنوب غرب فرنسا، وهو رجلُ قانون ومؤرخٌ قانوني أيضًا، حصل على شهادة الدكتوراه في القانون عام 1878، وتَخصَّصت دراسته في القانون الدستوري؛ حيث يُعَد مؤسِّسًا لتيار فكر القانون الدستوري الكلاسيكي؛ وهو أحد أهم الدستوريين في الجمهورية الثالثة. عُيِّن «إيسمن» أستاذًا لمادة القانون الجنائي في كلية «دوي» من عام 1876 إلى عام 1879 بعدها أصبح أستاذًا لتاريخ القانون ومادتَي القانون الكنسي والقانون الدستوري في جامعة باريس عام 1881. كذلك عُيِّن أستاذًا في المدرسة الحرة للعلوم السياسية وقتذاك؛ حيث درَّس مادة التاريخ التشريعي والبرلماني هناك منذ عام 1901.
تُوفِّي «آديمار إيسمن» في باريس عام 1913، تاركًا وراءه إرثًا قانونيًّا كبيرًا وبارزًا.

## محتوى الكتاب
مقدمة
(1) الدولة وشكلها
(2) الحكومة وشكلها
(3) حدود حقوق الدولة
(4) بحث في بعض النظريات التي ظهرت في القرن التاسع عشر والقرن العشرين
الباب الأول: النظم والمبادئ التي نشأت عن حقوق إنجلترا
كيف صار دستور إنجلترا من عناصر الحرية في الوقت الحاضر
الحكومة التمثيلية
نظام المجلسَين الاشتراعيين
مسئولية الوزراء
الحكومة البرلمانية
الباب الثاني: المبادئ التي استنبطها فلاسفة القرن الثامن عشر وأعلنتْها الثورة الفرنسية
فلاسفة القرن الثامن عشر، مذهب الحقوق الطبيعية وحقوق الناس
السيادة القومية
فصل السلطات
الحقوق الفردية
نظرية الدساتير المكتوبة 

## ملخص مقدمة الكتاب
(1) الدولة وشكلها – مبدأ الدولة ومبدأ السيادة – شخصية الدولة وديمومتها – أشكال الدول – الدول البسيطة – الدول المركَّبة – الدول الاتحادية – الدول المُتعاهدة – دولة أستراليا – اتحاد أفريقيا الجنوبية – نظام الاتحاد في الإمبراطورية البريطانية والحرب العامة – مبدأ الحكم الذاتي في أيرلندا – دولة اليوغوسلاف.
(2) الحكومة وشكلها – تعريف الحكومة – الحكومة المطلقة والحكومة المقيدة – السلطة الاشتراعية والسلطة التنفيذية – التدابير الإدارية – الحكومة المباشرة والحكومة التمثيلية – الحكومة تَعني السلطة التنفيذية على الخصوص – نظرية جان جاك روسو.
(3) حدود حقوق الدولة – الدولة في الأزمنة القديمة والدولة في الأزمنة الحديثة – الحقوق الفردية.
(4) بحث في بعض النظريات التي ظهرت في القرن التاسع عشر والقرن العشرين – علماء الاجتماع والزمر البشرية – نظريات المسيو دوغي – نظرية برودون في الحقوق الاقتصادية – النقابية – الاتحاد الاقتصادي في روسيا، حكومة المجالس (السوفيات) – مجلس الإمبراطورية الاقتصادي المنصوص عليه في دستور ألمانيا الذي سُنَّ سنة.

## مقتطفات من الكتاب
الدولة شخص الأمة المعنوي وأقصد به مصدر السلطة العامة ودعامتها.
والأمة من الجهة الحقوقية تُكوَّن بسُلطة أعلى من عزائم الأفراد، فهذه السلطة التي لا تعرف في الأمور التي تُهيمن عليها قدرة تعلو أو تُزاحم قدرتها تُسمَّى «السيادة»، وللسيادة نوعان: السيادة الداخلية وهي حق قيادة الأفراد الذين تتألَّف منهم الأمة والأفراد الذين يسكنون بلادها، والسيادة الخارجية وهي حق تمثيل الأمة لدى الأمم الأخرى وربطها بتلك الأمم بمُختلف العلائق.
والحقوق العامة - لكي يَستقيم أمرها - تقضي باعتبار تلك السيادة شخصية غير شخصية الأشخاص الذين يقومون بها وبجعلها موضوع كمال وديمومة مشخِّصًا للأمة جميعها، وهذا الشخص المعنوي هو الدولة، على هذا الوجه تمتزج الدولة بالسيادة وتكون السيادة صفة الدولة الجوهرية، ولم يُستخلص ذلك التجريد المتين إلا بفعل الحضارة التدريجيِّ، فالناس خلطوا مدةً طويلة السيادة بالرئيس أو المَجلس الذي يقوم بها، على أنَّ رجال القرون القديمة المُتمدِّنة وصلوا إلى مبدأ الدولة الحقيقي، وأخصُّ بالذكر منهم الرومان الذين استنبطوه بفضل ما اتصفوا به من الروح القضائية، وقد غاب نجم المبدأ المذكور في أثناء الانحلال التدريجي الذي أدَّى إلى تكوين المجتمع الإقطاعي، وما استردَّ موقعه في ميدان الحقوق الحديثة إلا بعد أن تطوَّر تطورًا جديدًا.
والدولة لا بدَّ لها من أراضٍ لكي تُجْرِي سلطانها على ما في حدود هذه الأراضي من أشخاص وأشياء، وقد استنَد مبدأ السيادة في الممالك التي نشأت عن النظام الإقطاعي في أوربة إلى الأراضي فقط مشتقًّا من حق الملك عليها وعلى مَنْ يقطنها من السكان، ومن هذا ظهر لقب «ملك فرنسا» ولقب «ملك إنكلترة»، ومع أن السيادة في فرنسا أصبحت قومية لا تزال السيادة المُستنِدة إلى الأراضي سائدة لممتلكات فرنسا التي لم يكتسب سكانها صفة الوطنيين الفرنسويِّين وحقوقهم، على هذا الوجه نرى في بعض مُستعمَرات فرنسا رعايا فرنسويِّين بجانب وطنيِّين فرنسويِّين.
ويُستنبَط من ذلك المبدأ نتيجتان مهمَّتان؛ وهما:
أولًا: يجب أن لا تُباشَر السيادة — وأعني بها السلطة العامة — أمرها إلا في منفعة الجميع.
ثانيًا: أنَّ الدولة دائمة بطبيعتها ولا يَطرأ على حياتها الشرعية انقطاع، وهي لما كانت مشخِّصة للأمة وجب بقاؤها ما دامت الأمة باقيةً، ولا ريب في أن شكل الدولة قد يتغير بتغير الأحوال وبفعل الفتن والثورات، غير أنَّ ذلك لا يؤثِّر في جوهر الدولة ولا يقطع حياتها المتَّصلة، كما أن هذه الحياة لا تنقطع بتعاقُب الأجيال، وعن هذه الديمومة ينتج ما يأتي:
(أ) أنَّ المعاهَدات التي عُقِدَت باسم الدولة مع الدول الأجنبية تظلُّ إلزامية معمولًا بها على رغم ما قد يطرأ على هذه الدولة من تبدُّل في الشكل.
(ب) أن القوانين التي تمَّ سنُّها ونشرها باسم الدولة  حسب الأصول  تبقى مَرْعيَّة وإن تغير شكل تلك الدولة إلا أن تُلْغَ هذه القوانين أو يُصبِح التوفيق بينها وبين القوانين الجديدة مُتعذِّرًا.
(جـ) تظلُّ العقود المالية التي عُقِدَت باسم الدولة مُعتبَرة إلزامية وإن غيرت الدولة شكلها الذي عُقِدَت في أيامه تلك العقود.
ولكن الدولة إذا ظلَّت دائمةً ثابتة ما دامت الأمة باقيةً فإنَّ شكلها قد يتغيَّر كما بينت ذلك آنفًا، وماذا يعني ذلك؟
لما كانت الدولة - وهي صاحبة السيادة - كنايةً عن شخص معنويٍّ وفرضية شرعية، اقتضى أن يباشر أمورها أشخاص حقيقيُّون، أي إنَّ من الطبيعي أن يكون بجانب الدولة - وهي صاحبة السيادة الدائمة - صاحب سيادة عتيد فعَّال يقوم بأمور تلك السيادة، ويسمَّى هذا الصاحب في الحقوق الدستورية ولي الأمر، وفي تعريف هذا الولي تعريفٌ لشكل الدولة.
.......
الحكومة وشكلها
سنرى أن كلمة «حكومة» تدلُّ في الحقوق الدستورية على معانٍ كثيرة، وأهم هذه المعاني: مباشرة ولي الأمر للسيادة؛ أي قيامه بوظائف الدولة التي تتجلَّى في الدفاع عن الأمة إزاء تعدي الأجنبي، وتوطيد دعائم الأمن والنظام في الداخل، وتوزيع العدل بين الأفراد، وللحكومة أشكال مختلفة يجب أن لا يُخْلَطَ بينها وبين أشكال الدولة؛ فقد يكون شكل الحكومة الواحد متخذًا في الدول ذات الأشكال المتباينة، خذ شكل الحكومة البرلمانية مثلًا تره سائدًا في هذه الأيام لكثير من الدول الملكية الدستورية وللمُمتلكات الإنكليزية وللجمهورية الفرنسية.
وإذا اعتبرنا الأمر من أساسه رأينا - لمباشرة السيادة - طريقتَين؛ وهما: إما أن يباشر ولي الأمر (سواء أملكًا كان أم مجلسًا شعبيًّا) تلك السيادة كما يريد، فيُدبِّر الأمور ويقود أبناء البلاد حسبما تُوحيه إليه الأحوال، وهنا تكون الحكومة مستبدَّة مطلَقة. وإما أن يكون هنالك مبادئ ثابتة معروفة قبلًا تُملي على وليِّ الأمر مقرَّراته، وحينئذٍ تكون الحكومة دستورية.
ولا حرية حقيقية إذا كان مجلس الشعب يقدر على اتخاذ تدبير مُنافٍ للقوانين العامة ضد أحد أبناء البلاد، والذي يحمي القانون ويحفظ حرمته هو القانون نفسه، ويمكن تعريفه بأنه كناية عن قاعدة آمرة ناهية يضعها ولي الأمر، لا للبتِّ فيما تقتضيه المنفعة الخاصة، بل للحكم في منفعة الجميع، ولا فيما يتعلَّق بشخصٍ واحد، بل فيما يخصُّ الكل حالًا ومستقبَلًا، والقانون إذا حاز هذه الشروط لا يكون جائرًا ولا سيما يكون بها معلومًا مقدَّمًا من قِبَلِ الذين قد يَخرقون حرمته، نعم تَقتضي السيادة أن يكون ولي الأمر قادرًا على تعديل القوانين وإلغائها، ولكن القوانين ما دامت موجودة وجب عليه أن يُباشر سلطته حسب نصوصها، ومما يُحظَر عليه أن يمتنع عن تطبيق قانون لم يُلْغَ بعد، وأن يُطبِّق قانونًا على أمور حدثتْ قبل سَنِّه إذا كان ذلك يضرُّ مصلحة مشروعة.
......
حدود حقوق الدولة
إنَّ المبدأ الذي كان سائدًا للعالم اليوناني الروماني القديم هو المبدأ القائل بأنه لا حدَّ للسيادة ولحقوق الدولة، وما كان يُبْذَل في الجمهوريات القديمة من سعيٍ إلى الحرية كان يرمي إلى قَبول أبناء الوطن الأحرار في مجلس الشعب، وإلى تقييد سلطة الحكام فقط، ولكنه ما كان يدور في خَلَدِ أحد أن ذلك المجلس - الذي هو صاحب السيادة - لا يقدر على التصرف في حياة أبناء الوطن وأموالهم وحريتهم كما يريد، وعَكَسَ ذلك المبدأ الحديثَ المتين القائل بأن للفرد حقوقًا أقدم من حقوق الدولة وأسنى منها، وأن على الدولة أن تَحترمها. وسنبحَث في فصول آتية في تبرير مبدأ الحقوق الفردية المذكورة وفي مصادره وفي القواعد التي يعبَّر بها عنه، وأما الآن فيكفي أن نبين أن هذا المبدأ من مواضيع الحقوق الدستورية الجوهرية؛ فهو حقًّا يعيِّن حدود السيادة أكثر من أي قانون، ويَحظُر على وليِّ الأمر أن يسنَّ قوانين قاضية على حقوق الأفراد ويأمرُه بأن يضع قوانين حافظة لها.
ومِن شكل الدولة وشكْل الحكومة والاعتراف بالحقوق الفردية وضمانها تتألَّف مواضيع الحقوق الدستورية، وليس لدينا مواضيع أخرى يُمكن أن تكون من مباحثها، إلا أنَّ نطاقها قد يُجاوز تلك الدائرة، ولذلك سببان:
الأول: إنَّ المبدأ السائد للعالم الغربي المتمدِّن يقول بأنَّ القوانين الدستورية تَختلِف بطبيعتها عن القوانين العادية قوةً ودوامًا، ولهذه العلَّة يُدْمَج في الدساتير المكتوبة نظُمٌ قضائية أو إدارية حتى تَكتسِبَ قوة القوانين الدستورية.
والثاني: إن كثيرًا من العلماء المتأخِّرين يُدْخِلون عمدًا إلى رسائل الحقوق الدستورية مسائل من فصيلة الحقوق الإدارية، وغايتهم إبراز صورة كاملة لنظام الأمة السياسي.

## وصلات خارجية
https://www.prlib.ru/en/item/751602 أصول الحقوق الدستورية
https://www.hindawi.org/books/63137924/ أصول الحقوق الدستورية
https://gallica.bnf.fr/ark:/12148/bpt6k1413803.texteImage أصول الحقوق الدستورية
https://www.nli.org.il/en/books/NNL_ALEPH990019428810205171/NLI أصول الحقوق الدستورية